# خوليو مارتينيز أكوستا
خوليو مارتينيز أكوستا هو سياسي إكوادوري، ولد في 17 أغسطس 1879، وتوفي في 1957.